# Xã Mulberry, Quận Johnson, Arkansas
Xã Mulberry (tiếng Anh: Mulberry Township) là một xã thuộc quận Johnson, tiểu bang Arkansas, Hoa Kỳ. Năm 2010, dân số của xã này là 170 người.